# Krông Nô
Krông Nô là một huyện thuộc tỉnh Đắk Nông, Việt Nam.

## Địa lý

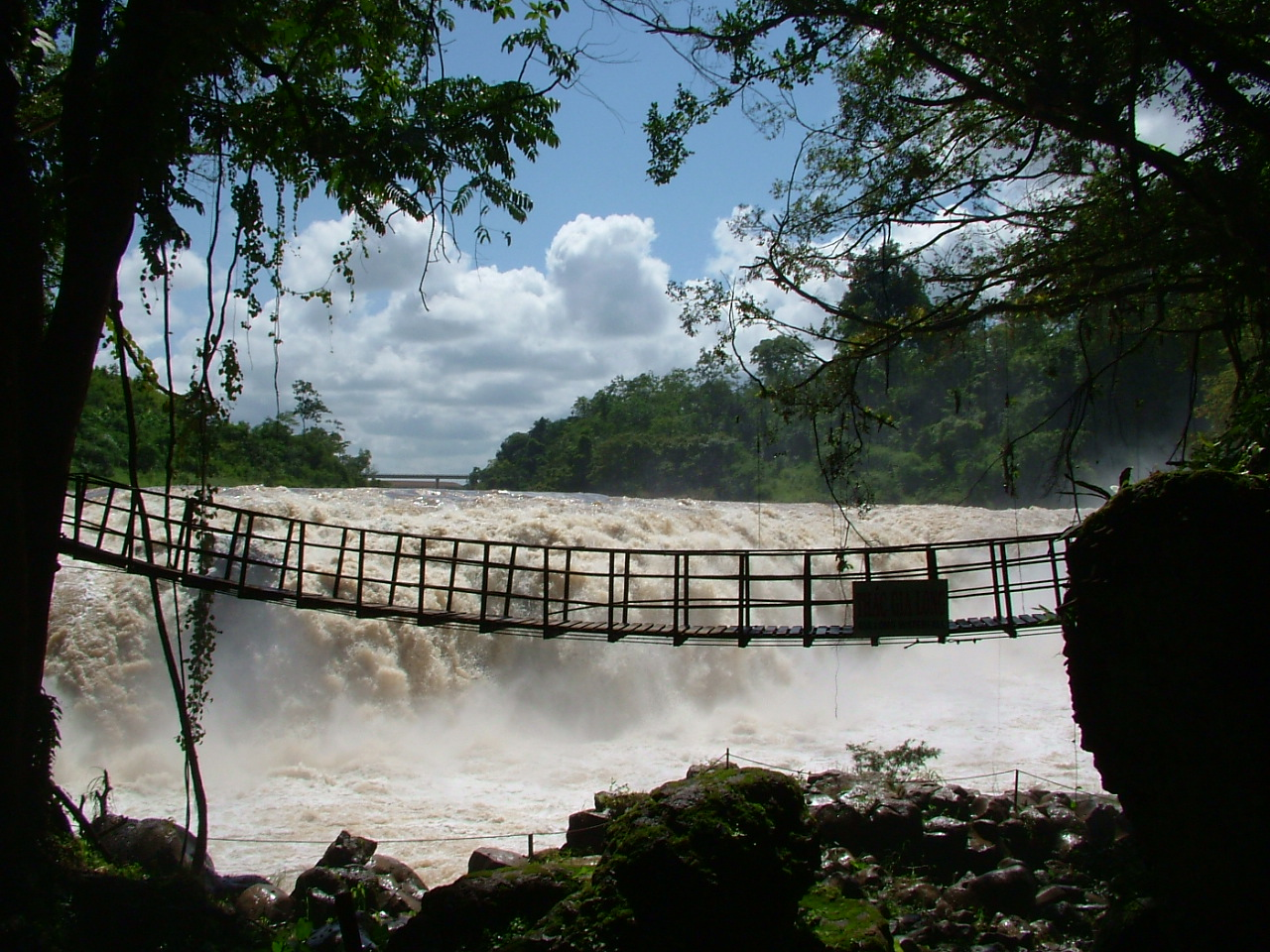
Thác Gia Long

Huyện Krông Nô nằm ở phía đông bắc của tỉnh Đắk Nông, nằm cách thành phố Gia Nghĩa khoảng 100 km, có vị trí địa lý:
- Phía đông giáp huyện Krông Ana và huyện Lắk thuộc tỉnh Đắk Lắk
- Phía tây giáp huyện Đắk Mil và huyện Đắk Song
- Phía nam giáp huyện Đắk Glong
- Phía bắc giáp huyện Cư Jút.

Huyện Krông Nô có diện tích 813,49 km², dân số năm 2020 là 81.821 người, mật độ dân số đạt 101 người/km².

## Hành chính
Huyện Krông Nô có 12 đơn vị hành chính trực thuộc, gồm thị trấn Đắk Mâm (huyện lỵ) và 11 xã: Buôn Choáh, Đắk Drô, Đắk Nang, Đắk Sôr, Đức Xuyên, Nam Đà, Nam Xuân, Nâm N'Đir, Nâm Nung, Quảng Phú, Tân Thành.

## Lịch sử
Tên huyện được đặt theo tên của sông Krông Nô, một trong hai phụ lưu hợp thành của sông Srêpốk.
Ngày 9 tháng 11 năm 1987, Hội đồng Bộ trưởng ban hành Quyết định số 212-HĐBT về việc thành lập huyện Krông Nô thuộc tỉnh Đắk Lắk trên cơ sở tách 3 xã: Đắk Rồ, Nam Đà, Nam Nung thuộc huyện Đắk Mil; 2 xã: Đức Xuyên, Quảng Phú thuộc huyện Đắk Nông và xã Nam Ka thuộc huyện Lắk.
Khi mới thành lập, huyện Krông Nô có diện tích tự nhiên là 103.616 ha, bao gồm 6 xã: Đắk Rồ, Đức Xuyên, Nam Đà, Nam Ka, Nam Nung và Quảng Phú.
Trong giai đoạn 1988-1994, huyện thành lập thêm 4 xã: Đắk Mâm, Đắk Nang, Đắk Sôr và Ea R'bin.
Tháng 5 năm 1992, Ban Tổ chức Chính phủ ban hành Quyết định 308/QĐ-TCCP về việc:
- Thành lập xã Đắk Nang trên cơ sở điều chỉnh 1.950 ha diện tích tự nhiên với 1.429 người của xã Quảng Phú và 1.500 ha diện tích tự nhiên của xã Đức Xuyên
- Thành lập xã Ea R'bin.

Tháng 10 năm 1993, thành lập xã Đắk Mâm trên cơ sở 1.000 ha diện tích tự nhiên với 2.750 người của xã Đắk Rồ và 2.250 ha diện tích tự nhiên với 1.435 người của xã Nam Đà.
Ngày 18 tháng 11 năm 1996, thành lập xã Buôn Choáh trên cơ sở 5.250 ha diện tích tự nhiên và 2.450 người của xã Nam Đà.
Ngày 27 tháng 7 năm 1999, thành lập thị trấn Đắk Mâm (thị trấn huyện lỵ huyện Krông Nô) trên cơ sở toàn bộ diện tích và dân số của xã Đắk Mâm, thị trấn Đắk Mâm có 2.582 ha diện tích tự nhiên và 4.120 nhân khẩu.
Ngày 29 tháng 8 năm 2003, Chính phủ ban hành Nghị định số 100/2003/NĐ-CP về việc: 
- Thành lập xã Nâm N'Đir trên cơ sở 14.409 ha diện tích tự nhiên và 5.154 nhân khẩu của xã Nam Nung
- Đổi tên xã Nam Nung thành xã Nâm Nung.

Từ đó, huyện Krông Nô bao gồm thị trấn Đắk Mâm và 11 xã: Buôn Choáh, Đắk Nang, Đắk Rồ, Đắk Sôr, Đức Xuyên, Ea R'bin, Nam Đà, Nam Ka, Nâm N'Đir, Nâm Nung, Quảng Phú.
Ngày 26 tháng 11 năm 2003, Quốc hội ban hành Nghị quyết 22/2003/QH11 chia tỉnh Đắk Lắk thành 2 tỉnh: Đắk Lắk và Đắk Nông. Theo đó, phần lớn địa bàn huyện Krông Nô thuộc tỉnh Đắk Nông, riêng 2 xã: Ea R'bin và Nam Ka thuộc địa giới hành chính tỉnh Đắk Lắk và được sáp nhập vào huyện Lắk.
Huyện còn lại 81.680 ha diện tích tự nhiên và 51.086 người với 10 đơn vị hành chính trực thuộc, gồm 1 thị trấn và 9 xã.
Ngày 6 tháng 6 năm 2005, Chính phủ ban hành Nghị định 70/2005/NĐ-CP về việc: 
- Thành lập xã Tân Thành trên cơ sở 8.689 ha diện tích tự nhiên và 2.452 nhân khẩu của xã Đắk Rồ
- Đổi tên xã Đắk Rồ thành xã Đắk Drô.

Ngày 18 tháng 10 năm 2007, thành lập xã Nam Xuân trên cơ sở điều chỉnh 2.394 ha diện tích tự nhiên và 6.687 người của xã Đắk Sôr; 619 ha diện tích tự nhiên của xã Nam Đà.
Huyện Krông Nô có 1 thị trấn và 11 xã như hiện nay.
Ngày 1 tháng 2 năm 2021, điều chỉnh địa giới hành chính thị trấn Đắk Mâm và 2 xã: Nam Xuân, Tân Thành.

## Du lịch
Trên địa bàn huyện có các thắng cảnh nổi tiếng như thác Đray Sáp và thác Gia Long. Ngoài ra hiện nay còn có Công viên địa chất toàn cầu, lấy núi lửa tại Buôn Choah là vùng lõi.